# Niitvälja
Niitvälja este o arie protejată (arie specială de conservare — SAC, sit de importanță comunitară — SCI) din Estonia întinsă pe o suprafață de 25 ha, integral pe uscat.

## Localizare
Centrul sitului Niitvälja este situat la coordonatele 59°18′37″N 24°22′45″E / 59.3102°N 24.3791°E.

## Înființare
Situl Niitvälja a fost declarat sit de importanță comunitară în aprilie 2004 pentru a proteja 1 specie de plante. Situl a fost protejat și ca arie specială de conservare în martie 2006.

## Biodiversitate
Situată în ecoregiunea boreală, aria protejată conține 1 habitat natural: Mlaștini alcaline.
La baza desemnării sitului se află o specie protejată de  plante: Saussurea alpina subsp. esthonica.